# La Bastide-l'Évêque
 La Bastide-l'Évêque  là một xã ở tỉnh Aveyron, thuộc vùng Occitanie ở miền nam nước Pháp.